# Timebomb (álbum)
Timebomb es el cuarto álbum de estudio de la banda alemana de heavy metal U.D.O., publicado en 1991 por RCA Records. De acuerdo con la revista alemana Rock Hard, la producción sería una digna continuación de Balls to the Wall por su sonido fuerte y agresivo. Por su parte, es el último disco con Mathias Dieth y Thomas Smuszynski, y el primero en que participa Gaby Hauke —mánager de Accept— como coescritora de las canciones. Además, es la última producción de la primera etapa de la banda, ya que luego de la gira promocional Udo Dirkschneider se reunió con Accept.

## Lista de canciones
Todas las canciones escritas por Udo Dirkschneider, Mathias Dieth y Deaffy, a menos que se indique lo contrario.

| N.º | Título                      | Escritor(es)                                  | Duración |  |
| 1.  | «The Gutter» (instrumental) | Dieth, Stefan Schwarzmann, Thomas Smuszynski  | 1:04     |  |
| 2.  | «Metal Eater»               |                                               | 3:42     |  |
| 3.  | «Thunderforce»              | Dirkschneider, Schwarzmann                    | 3:40     |  |
| 4.  | «Overloaded» (instrumental) | Dieth                                         | 1:05     |  |
| 5.  | «Burning Heat»              | Dirkschneider, Stefan Kaufmann                | 3:14     |  |
| 6.  | «Back in Pain»              |                                               | 3:46     |  |
| 7.  | «Timebomb»                  | Dirkschneider, Dieth, Schwarzmann, Smuszynski | 3:57     |  |
| 8.  | «Powersquad»                |                                               | 4:13     |  |
| 9.  | «Kick in the Face»          | Dirkschneider, Dieth, Kaufmann                | 3:47     |  |
| 10. | «Soldiers of Darkness»      | Dirkschneider, Kaufmann                       | 4:12     |  |
| 11. | «Metal Maniac Master Mind»  | Dirkschneider, Smuszynski                     | 5:41     |  |

| Pista adicional en la versión aniversario de 2013 |                         |          |  |
| N.º                                               | Título                  | Duración |  |
| 12.                                               | «Metal Eater» (en vivo) | 4:15     |  |

## Músicos
- Udo Dirkschneider: voz
- Mathias Dieth: guitarra eléctrica
- Thomas Smuszynski: bajo
- Stefan Schwarzmann: batería